# Dominik Buksak
Dominik Buksak (ur. 19 września 1992 w Gdańsku) – polski żeglarz, olimpijczyk z Paryża (2024), dwukrotny wicemistrz Europy w klasie 49er (2018, 2023).

## Życiorys
Jest zawodnikiem AZS-AWFiS Gdańsk.
Zaczynał od startów w klasach 470 i 420. W 2009 zajął 48. miejsce w mistrzostwach świata w klasie 420 (z Przemysławem Filipowiczem). W klasie 49er startował początkowo z Grzegorzem Goździkiem, od 2015 z Szymonem Wierzbickim. Na mistrzostwach świata w klasie 49er zajmował miejsca: 2013 – 84. miejsce, 2017 – 22. miejsce, 2019 – 25. miejsce, 2021 – 5. miejsce, 2022 – 10. miejsce, 2024 – 21. miejsce, na mistrzostwach Europy w klasie 49er zajmował miejsca: 2015 – 49. miejsce, 2016 – 41. miejsce, 2017 – 5. miejsce, 2018 – 2. miejsce, 2019 – 27. miejsce, 2020 – 11. miejsce, 2021 – 12. miejsce, 2022 – 20. miejsce, 2023 – 2. miejsce, 2024 – 10. miejsce. Na mistrzostwach świata w żeglarstwie w 2018 zajął 23. miejsce, na mistrzostwach świata w żeglarstwie w 2023 – 10. miejsce. Podczas igrzysk olimpijskich w Paryżu (2024) zajął 5. miejsce.